# Рудольф фон Ешвеге
Рудольф фон Ешвеге (нім. Rudolf von Eschwege; 25 лютого 1895, Бад-Гомбург — 21 листопада 1917) — німецький льотчик-ас, лейтенант Прусської армії. Кавалер Військового ордена Святого Генріха.

## Біографія
Рано залишився сиротою. Навчався в гімназії в Фрайбурзі, де зацікавився повітряним спортом. Свій перший політ здійснив на повітряному змії, збудованому власними руками. У 1913 році вступив фанен-юнкером до 3-го кінно-єгерського полку. Навчався у Військовій академії в Енгерсі, але після початку Першої світової війни повернувся в полк і відразу вирушив на фронт, 9-10 серпня 1914 року брав участь у кавалерійських боях під Мюльгаузеном, а також на річці Ізер.
На початку 1915 року перевівся в авіацію. З середини травня 1915 року відвідував льотну школу у Позені. Перші польоти здійснив у липні 1915 року у складі льотного парку на Сході. В серпні 1915 року направлений у 36-й льотний дивізіон, у складі якої потрапив на Балканський фронт. Літав тривалий час пілотом-розвідником, однак невдовзі цей рід польотів його перестав задовольняти. Крім того, під час одного із тестових польотів загинув його бортмеханік, якого викинуло з літака сильним поривом вітру.
Ешвеге вирішив перекваліфікуватися на льотчика-винищувачі. За дуже короткий час інтенсивного навчання (до 40 польотів на день) він став льотчиком-винищувачем і був відправлений на Македонський фронт в 66-й льотний дивізіон, який розміщувалася на території тодішньої Південної Болгарії. Перші перемоги здобув у районі міста Драма та його околицях. 19 листопада 1916 року над Драмою Ешвеге здобув свою другу перемогу над англійським пілотом. 13 лютого 1917 року Ешвеге напав на 3, а 12 липня — на 12 супротивників одночасно і зумів вижити у цих боях. За свої героїчні перемоги отримав шанобливе прізвисько «Орел Егейського моря» («Орел із Драми»). Після переведення у 30-й льотний дивізіон здобув цілу низку перемог, літаючи на монопланах Pfalz та Fokker, а пізніше — на винищувачах Albatros D.I та Halberstadt.
21 листопада 1917 року Ешвеге здійснив свій останній виліт. Після успішних атак на британські наглядові аеростати, які тоді були основною ціллю німецьких пілотів, він потрапив у пастку, влаштовану противником. У повітря підняли хибний аеростат, у кошику якого були 350 кілограмів вибухівки та манекен англійського офіцера. При спробі атаки аеростата англійці підірвали вибухівку із землі. В цьому вибуху загинув Ешвеге. Вибух бачили німецькі наземні спостерігачі, які вирішили, що Ешвеге збив і цей аеростат і впав за британською лінією фронту. Тому цей аеростат фігурує в загальному списку перемог. Всього за час бойових дій здобув 20 перемог, ще 6 залишились непідтвердженими.

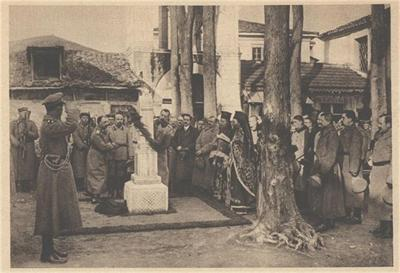
Відкриття пам'ятника Ешвеге (Драма; 1917).

Британці поховали Ешвеге з військовими почестями. Вони скинули з літака повідомлення: «Болгарсько-німецькому авіакорпусу у Драмі. Офіцери Королівського авіакорпусу зі жалем повідомляють про смерть лейтенанта Рудольфа фон Ешвеге, який загинув під час атаки аеростата. Його особисті речі будуть перекинуті через лінію фронту найближчими днями.»

## Нагороди
- Залізний хрест 2-го і 1-го класу
- Орден Церінгенського лева, лицарський хрест 2-го класу з мечами (20 червня 1915)
- Орден «За хоробрість»
  - 4-го ступеня (4 квітня 1917)
  - 1-го ступеня
- Військовий орден Святого Генріха, лицарський хрест (8 липня 1917)

Ешвеге був представлений до ордена Pour le Mérite, але загинув раніше, ніж нагородження затвердили.